# Flacher Darmtang
Der Flache Darmtang (Ulva compressa, Syn.: Enteromorpha compressa) ist eine Grünalgenart in der Gattung Ulva.

## Beschreibung
Der Flache Darmtang ist eine Alge mit sehr variabler Wuchsform. Der wenig verzweigte Thallus ist schlauchförmig zusammengedrückt und verbreitert sich oberhalb eines stielartigen Abschnitts allmählich. Er ist stellenweise eingeschnürt und wird bis zu 30 cm lang und zwischen 1 und 20 mm breit. Die Zellen sind fast immer ungeordnet.
Der Name des Darmtangs rührt von charakteristischen Gaseinschlüssen in der zweischichtigen Alge her, welche bewirken, dass der Darmtang stets senkrecht im Wasser steht. Dadurch sehen einige Wuchsformen einem Darm sehr ähnlich.

## Verbreitung
Die Art ist vor allem in sehr nährsalzreichen Gewässern verbreitet und an den Küsten der Nord- und Ostsee verbreitet. Seltener findet sie sich in Brackwasser. Die schnelle, wuchernde Vermehrung des Darmtangs bei hohen Nährsalzkonzentrationen macht diesen auch zu einem Bioindikator für den Grad der Anthropogenisierung eines Gewässers, beispielsweise der Weser.

## Kultur
Die Pflanze wird in der japanischen Küche verwendet und findet in der Kosmetikindustrie Anwendung.